# Jordbävningen i Haiti 2021
Jordbävningen i Haiti 2021 var en jordbävning med magnituden 7,2 på momentmagnitudskalan med epicentrum beläget på halvön Tiburon på ön Hispaniola, klockan 08.29.09 lokal tid (12.29.09 UTC) på lördagen den 15 augusti 2021. Antalet döda uppskattas för närvarande till minst 304, vilket gör jordbävningen till den enskilt dödligaste händelsen i världen sedan jordbävningen i Sulawesi 2018.

## Historisk bakgrund
Ön Hispaniola som delas mellan staterna Haiti och Dominikanska republiken är seismiskt aktiv och har en lång historia av kraftiga jordskalv. Det senaste skalvet 2010 var det dittills kraftigaste i vad som nu är Haiti på över 200 år. Det uppmätte 7,0 på momentmagnitudskalan, vilket jordbävningen i Haiti 2021 överträffade.